# Marek Wesoły
Marek Wesoły, né le 4 janvier 1978 à Gostyń, est un coureur cycliste polonais. Professionnel depuis 2001, il a été champion de Pologne sur route en 2004.

## Palmarès
- 1999
  - 2e du championnat de Pologne de course aux points
  - 3e du championnat de Pologne de poursuite par équipes
- 2003
  - 6e étape de la Course de la Solidarité olympique
- 2004
  -  Champion de Pologne sur route
- 2006
  - 3e étape de Tour de Mazovie
  - 2e de Tour de Mazovie
- 2007
  - 4e étape du Bałtyk-Karkonosze Tour
  - Tour de Mazovie
    - Classement général
    - 1re, 2eb (contre-la-montre) et 4e étapes
- 2008
  - 2e et 8e étapes du Tour de Taïwan
  - 1re étape du Bałtyk-Karkonosze Tour
  - 3e et 5e étape de la Course de Solidarność et des champions olympiques
  - 3e étape du Tour de Mazovie

## Classements mondiaux
| Année         | 2008 |
| ------------- | ---- |
| UCI Asia Tour | 116e |